# Donje Ledenice (Republika Serbska)
Donje Ledenice (cyr. Доње Леденице) – wieś w Bośni i Hercegowinie, w Republice Serbskiej, w gminie Pelagićevo. W 2013 roku liczyła 39 mieszkańców.